# Mr. Fantasy
《Mr. Fantasy》는 1967년 12월 8일에 발매된 영국의 록 밴드 트래픽의 데뷔 스튜디오 음반이다. 이 음반에는 그룹 멤버인 짐 카팔디, 스티브 윈우드, 크리스 우드, 데이브 메이슨이 참여했으며, 메이슨은 음반 발매 직후 일시적으로 밴드를 떠났다. 이 음반은 영국 음반 차트에서 16위, 미국 빌보드 200 차트에서 88위에 올랐다.

## 배경
이 음반은 런던 올림픽 스튜디오에서 미국의 음반 프로듀서 지미 밀러와 녹음 엔지니어 필 브라운과 함께 녹음되었다. 브라운은 엔지니어링에 대한 가장 좋아하는 기억을 묻자 "1967년 11월 새벽 1시, 레코딩 디어 미스터 판타지"라고 답했다.
영국 발매는 아일랜드 레코드에서 가장 초기의 록 음반 중 하나였다. 이 에디션에는 컬러 게이트폴드 커버가 포함되어 있었고 10곡이 포함되어 있었다. 1960년대의 일반적인 관행과 마찬가지로 오리지널 영국 음반은 당시 트래픽 싱글의 히트곡을 생략했다. 싱글 〈Paper Sun〉과 〈Hole in My Shoe〉에 사용되었기 때문에 트래픽 시대와 널리 연관된 악기인 시타르는 영국 음반의 한 트랙인 〈Utterly Simple〉에서만 사용되었다.

## 반응
1968년 4월 27일, 《롤링 스톤》의 리뷰에서는 이 음반을 "현대 그룹 중 최고 중 하나"라고 평가했다. 리뷰어는 스티브 윈우드의 목소리가 "성숙하고, 새로운 깊이와 새로운 도달점을 얻었으며, 스타일과 음색 모두에서 더 개성적인 느낌과 더 넓은 범위를 가지고 있다"고 생각했으며, "이 음반의 가장 강점은 트래픽의 '이해할 수 있는 먼 곳'과 윈우드의 훌륭한 R&B 스타일의 요소가 결합된 부분"이라고 생각했지만, 데이브 메이슨의 기여는 그 자체로도 충분히 훌륭하다고 판단했다.

## 곡 목록
| #  | 제목                               | 작사·작곡                             | 재생 시간 |
| -- | ---------------------------------- | ------------------------------------- | --------- |
| 1. | 〈Heaven Is in Your Mind〉         | 짐 카팔디, 스티브 윈우드, 크리스 우드 | 4:16      |
| 2. | 〈Berkshire Poppies〉              | 카팔디, 윈우드, 우드                  | 2:55      |
| 3. | 〈House for Everyone〉             | 데이브 메이슨                         | 2:05      |
| 4. | 〈No Face, No Name and No Number〉 | 카팔디, 윈우드                        | 3:35      |
| 5. | 〈Dear Mr. Fantasy〉               | 카팔디, 윈우드, 우드                  | 5:44      |

| #   | 제목                           | 작사·작곡                    | 재생 시간 |
| --- | ------------------------------ | ---------------------------- | --------- |
| 6.  | 〈Dealer〉                     | 카팔디                       | 3:34      |
| 7.  | 〈Utterly Simple〉             | 메이슨                       | 3:16      |
| 8.  | 〈Coloured Rain〉              | 카팔디, 윈우드, 우드         | 2:43      |
| 9.  | 〈Hope I Never Find Me There〉 | 메이슨                       | 2:12      |
| 10. | 〈Giving to You〉              | 카팔디, 메이슨, 윈우드, 우드 | 4:20      |